# 雅各博什·苏珊娜
雅各博什·苏珊娜（匈牙利語：Jakabos Zsuzsanna，1989年4月3日—）生于巴兰尼亚州佩奇，是一名匈牙利女子游泳运动员，主攻蝶泳和混合泳。雅各博什从小对于水上运动感兴趣，8岁时，她开始练习游泳。2005年，她获选该年年度最佳匈牙利女子游泳运动员奖。她的丈夫是游泳教练Iván Petrov，两人在2017年8月初结婚。